# María Enríquez de Ribera
María Enríquez de Ribera (m. Gaeta, 7 de mayo de 1639), duquesa de Montalto, por derecho propio iv duquesa de Alcalá y grande de España, fue una aristócrata española que ostentó la jefatura de la casa de Alcalá.

## Biografía
Hija de Fernando Afán de Ribera, III duque de Alcalá, que ocupó los cargos de  fue embajador ante la Santa Sede (1625–1626), virrey de Cerdeña (1619–1622), de Nápoles (1629–1631), de Sicilia (1632–1635) y gobernador de Milán (1636). Su madre, la duquesa Beatriz de Moura, era hija del marqués de Castel-Rodrigo, que lideró el partido español durante la crisis sucesoria portuguesa de 1580 y fue después virrey de Portugal.
Se casó el 27 de noviembre de 1629 en Nápoles -siendo su padre virrey- con Luis Guillén de Moncada y Aragón, vii duque de Montalto, v príncipe de Paternó y grande de España. Montalto siguió a su suegro en su siguiente cargo en Sicilia, y ejerció allí de lugarteniente, como presidente y capitán general ad interim del reino desde 1635.
Muertos sin descendencia el marqués de Tarifa, el primogénito, y su hermana mayor, la marquesa de los Vélez, en 1637 María sucedió a su padre como iv duquesa de Alcalá, ix señora del adelantazgo mayor de Andalucía, vii marquesa de Tarifa, y xi condesa de los Molares. Fue efímera su posesión, pues falleció sin hijos a causa de un cáncer de pecho en 1639. Tras un litigio entre varios pretendientes, la casa y estados de Alcalá pasaron su prima hermana la duquesa de Medinaceli, Ana María Enríquez de Ribera, y quedaron integrados en aquella casa.
La duquesa fue sepultada en la basílica de San Domenico Maggiore de Nápoles, panteón de los duques de Montalto como descendientes de los reyes napolitanos de la casa de Aragón.